# Gerard Cox

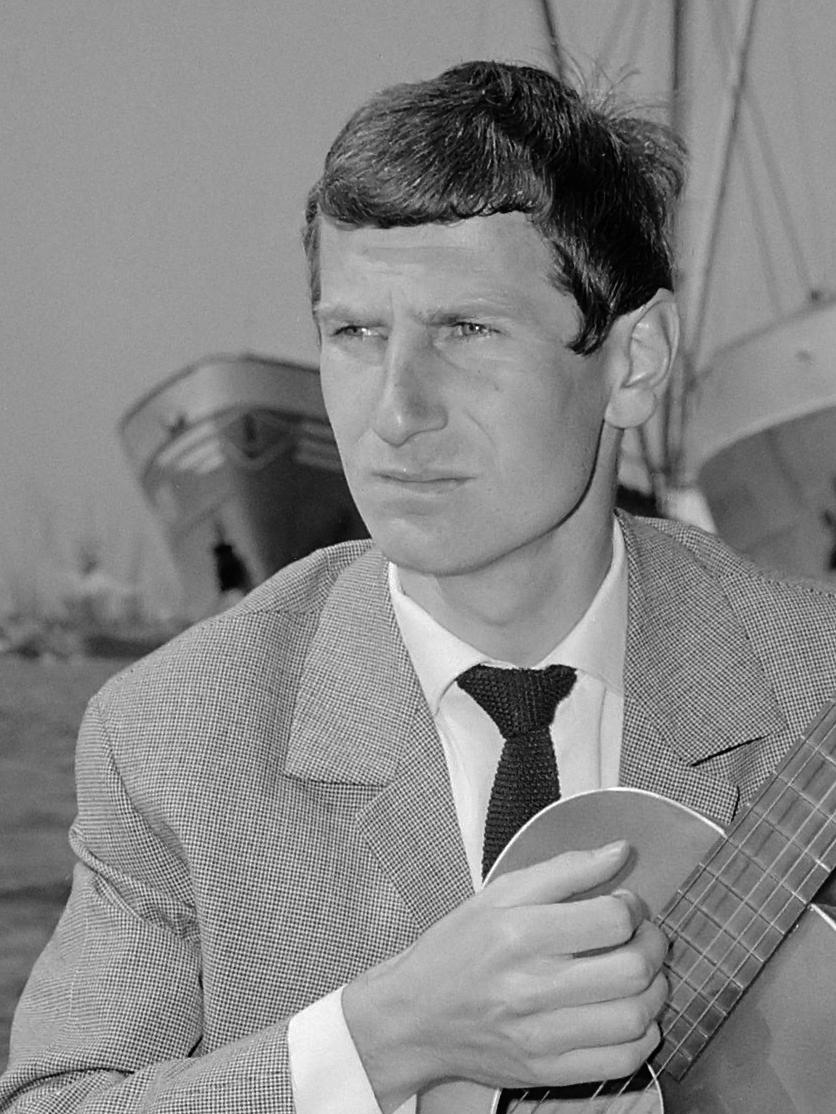
Gerard Cox (1964)

Gerardus Antonius (Gerard) Cox (Rotterdam, 6 maart 1940) is een Nederlands zanger, cabaretier, scenarioschrijver, acteur en regisseur.

## Biografie
Cox werd geboren en groeide op in Rotterdam-Zuid. Hij begon zijn carrière als onderwijzer. Als vertolker van luisterliedjes in de stijl van Jaap Fischer verwierf hij rond 1960 voor het eerst enige bekendheid in Nederland en Vlaanderen. Hij maakte toen ook al zijn eerste grammofoonplaatopnamen, zoals Jacqueline. 
In 1962 werd hij afgewezen bij de toneelschool, maar hij speelde wel een kleine rol in het toneelstuk Blijde verwachting van het gezelschap Lily Bouwmeester. Later in de jaren 60 stond hij als cabaretier op de planken met voorstellingen als Van de prins geen kwaad (1963), Moeilijk doen (1964) en Welvraat (1966).
In 1966 sloot Cox zich aan bij Lurelei, waar hij met Eric Herfst, Jasperina de Jong, Rogier van Otterloo en Marjan Berk speelde. Op 28 oktober 1966 kreeg hij een proces-verbaal wegens "opzettelijke belediging de Koning of de Koningin aangedaan", in zijn liedje Arme ouwe. Ook in 1968 leverde Cox controversiële liedjes, waarvan God is niet dood voor de VPRO aanleiding bleek een uitzending van het programma Geef 'm de ruimte af te gelasten. Later dat jaar ging Cox samenwerken met Frans Halsema, in de NV SPOT. Samen met Adèle Bloemendaal gingen ze op tournee met het programma Met blijdschap geven wij kennis. Conny Stuart zou een jaar later de rol van Bloemendaal overnemen. Zijn eerste rol op televisie was in 1967 in de televisiefilm Luister naar dit leven als zanger. Rond die tijd trad hij samen met Jan Willem ten Broeke op in het Piccolo Theater in Rotterdam.
Vanaf 1970 werkte Cox met onder anderen Gregor Frenkel Frank, Luc Lutz en Frits Lambrechts in het KRO radioprogramma Cursief. Cox' conference Polleke, over een gedrogeerde Vlaamse wielrenner, behoort inmiddels tot de klassiekers.
Op televisie maakte hij in dezelfde periode voor de VARA tweemaal een driedelige personalityshow, waarin hij liedjes zong en conferences bracht. De eerste serie (1970-1971) heette Wie wijst Gerard Cox de weg in Hilversum? en de tweede (1972) Gerard Cox wil bij u op schoot in zijn hansopje. Deze shows werden geregisseerd door Rob Touber. Cox werkte vaker mee aan shows onder regie van Touber.
Hij zong het liedje Ajax is dood...! naar aanleiding van Feyenoords overwinning in de Europacup van 1970. Later zou hij spijt krijgen van dit lied. Hij noemde het een "jeugdzonde" en zei: "Ik trapte daar veel mensen mee op het hart." Daarbij werd het voor hem de eerste tijd moeilijk om nog op te treden in Amsterdam. Een andere controverse ontstond toen hij de Amerikaanse president Richard Nixon "een moordenaar" noemde. Het weekblad Elsevier opperde op 23 oktober 1970 dat Cox vervolgd moest worden, omdat het een bevriend staatshoofd betrof.
De samenwerking met Frans Halsema werd in 1973 hervat met het programma Wat je zegt dat ben je zelf. De bekendste onderdelen uit dit programma waren de persiflages op toentertijd bekende radio- en televisieprogramma's als Geen ja, geen nee, Voor een briefkaart op de eerste rang en Raden maar. In datzelfde jaar scoorde Cox een hit met het nummer 't Is weer voorbij die mooie zomer, wat hem op veel kritiek kwam te staan uit het artistieke wereldje. Vooral Ivo de Wijs hekelde Cox' vermeende artistieke uitverkoop.
Als acteur werd Cox in 1977 voor het eerst bekend, toen hij hoofdrolspeler was in de film Het debuut van Nouchka van Brakel, met als tegenspeelster Marina de Graaf. In datzelfde jaar trouwde Cox met Joke Bruijs. In de jaren 80 en daarna speelde Cox in diverse films en theaterproducties. Hieronder waren rollen in Lieve jongens, De vriendschap en de musical Fien. Ook verzorgde hij twee cabaretprogramma's samen met Rients Gratama. Tevens speelde hij in de klucht 'n Moordstuk, waarin hij de schrijver Tom Brinkman speelt.
In 1988 speelde hij in de comedyserie Drie recht, één averecht en van 1989 tot 1992 in Vreemde praktijken samen met Joke Bruijs, van wie hij toen al gescheiden was, een echtpaar.
Van 1994 tot 2009 was Cox vooral bekend als scenarioschrijver en acteur in de 226 afleveringen tellende zeer populaire televisieserie Toen was geluk heel gewoon, waarin hij samenwerkte met Sjoerd Pleijsier en opnieuw met Joke Bruijs een echtpaar speelde. Met de serie won hij in 1999 zowel de Gouden Televizier-Ring (voor beste tv-programma) als Het Gouden Beeld (voor beste comedyproductie). Cox ontving tevens een Gouden Beeld, voor beste comedyacteur.
In de serie 't Schaep met de 5 pooten (2006) speelt hij een gastrol als Meneer Wegenwijs.
In 2008 speelt hij de rol van kroegeigenaar in de bioscoopfilm Sinterklaas en het Geheim van het Grote Boek van regisseur Martijn van Nellestijn. Daarnaast is hij bekend van reclamefilmpjes voor zoutjesfabrikant Duyvis. Ook speelde hij in 2012 een gastrol in de Nederlandse versie van The Golden Girls.
In 2015 won Cox de Radio 5 Nostalgia Oeuvreprijs.
Voor Gouden Lijn Theater, het productiehuis van Bastiaan Ragas en Henrike van Engelenburg,  ging hij samen met Joke Bruijs voor het eerst live op de bühne met de productie ‘Alles went behalve een vent’. Hierna volgden de producties ‘De Oase Bar’ en ‘De Oase Bar sing-a-long’ in 2017. In 2019 gaat COX in Rotterdam in première, de solovoorstelling van Gerard Cox.
In 2018 werkte Cox met onder anderen Peter Faber, Barrie Stevens en Willibrord Frequin in het RTL televisieprogramma Beter laat dan nooit. In het programma gingen de vier heren een maand lang samen op reis. Het programma werd een succes voor RTL. De samenwerking met de heren werd in 2020 hervat voor een tweede seizoen.
Cox is tevens columnist in De Oud-Rotterdammer en de Feyenoord Krant. In de laatste noemt hij zichzelf een 'grijze muis op de tribune' en hekelt hij de 'vermokuming' van media als de Volkskrant en de omroepen in Hilversum. Ook is Cox de vaste regisseur van Het Echt Rotterdams Theater, de theatergroep van zijn Toen was geluk heel gewoon-collega Paul van Soest. Het Echt Rotterdams Theater brengt onder regie van Gerard Cox komedies met een Rotterdamse inslag.
In 2019 was Cox gastartiest tijdens de concerten van De Toppers in de Johan Cruijff ArenA. Eind van dat jaar ging hij het theater in met soloprogramma: “De grote grijze belofte”. In 2020 was Cox de teamcaptain van team 60+ in het tv-programma De Grote Generatieshow van BNNVARA.
In september 2021 kondigde Cox, 81 jaar oud inmiddels, aan te stoppen met het acteren in het theater. Aan het einde van het jaar was hij wel nog te zien in het live tv-evenement Scrooge Live. Hij speelde hier de rol van Collectant. In november 2022 vertolkte Cox de hoofdrol van Toon in de bioscoopfilm Casa Coco. In 2023 was Cox te zien als secret singer in het televisieprogramma Secret Duets.
Cox maakte medio augustus 2025 publiek dat hij leed aan uitgezaaide slokdarmkanker. Eind juli dat jaar begon hij zich naar eigen zeggen erg beroerd te voelen, waarna de kanker werd aangetroffen.

## Trivia
- Uit de hit 1948, op de wijs van Alone Again (Naturally) van Gilbert O'Sullivan en in de Nederlandse versie eerst vertolkt door Kees van Kooten en Wim de Bie, komt het zinnetje 'Toen was geluk heel gewoon' voor, waarnaar de gelijknamige televisieserie vernoemd is.
- De stad Rotterdam heeft Cox in 2000 de Wolfert van Borselenpenning toegekend.
- In september 2007 componeerde hij samen met Bert Nicodem een Havenlied, dat hij ten gehore bracht tijdens de opening van de Wereldhavendagen in Rotterdam.
- Cox sprak in 1983 en 1991 de stem van Lucky Luke in voor de Nederlandstalige versie van de gelijknamige tekenfilmserie.
- Cox zong de beginmelodie van de tv-serie M'n dochter en ik.
- In het eerste tv-seizoen van Even tot hier  in 2019 zong hij een pastiche op zijn eigen hit  't Is weer voorbij die mooie zomer, onder de titel 't Is niks voor mij die Ga-me of Thro-nes. In het negende seizoen deed hij dit opnieuw, nu met als titel Ik flits weer voorbij dankzij die motor, waarmee het gebruik van e-bikes door bejaarden op de hak werd genomen.

## Discografie
| Jaar | Titel | Drager             | Label              | Catalogusnr.    | Opmerking                                                    |
| ---- | --- | ------------------ | ------------------ | --------------- | ------------------------------------------------------------ |
| 1961 | Spinnetje ~ Schutting ~ Ganzenhoedster / Als ik zeg... ~ Watervlinder ~ Mignonne                                | 7"-ep              | HIS MASTER'S VOICE | 7 EPH 2010      |                                                              |
| 1962 | Jacqueline / De mensenbel                                                                                       | 7"-single          | HIS MASTER'S VOICE | 45 SGI 105      |                                                              |
| 1964 | Wonderen / Stille nacht ~ Ave Maria (met Anneke Visser)                                                         | 7"-fd              | FONOPOST           | SHOL 299        |                                                              |
| 1966 | De pil / En steeds weer (met Jan Willem ten Broeke)                                                             | 7"-single          | OMEGA              | 35 485          |                                                              |
| 1966 | Rompelmoes: Langharig ~ 't Hoeft allemaal niet zo erg / Dodemansplaats ~ Rompelmoes (met Jan Willem ten Broeke) | 7"-ep              | CNR                | HX 1335         |                                                              |
| 1966 | De meisjes van de suikerwerkfabriek / Het duiveltje van Hoh (met Jan Willem ten Broeke)                         | 7"-single          | CNR                | UH 9875         | liedjes van Drs. P, Jules de Corte                           |
| 1967 | God is niet dood / La belle Américaine                                                                          | 7"-single          | CNR                | UH 9927         |                                                              |
| 1968 | Gerard Cox | 12"-lp             | CNR                | SLPT 35055      |                                                              |
| 1969 | Een broekje in de branding / De liedertjes                                                                      | 7"-single          | PHILIPS            | JF 336 066      |                                                              |
| 1970 | Feyenoord-Feyenoord-Feyenoord-Feyenoord-Feyenoord / Ajax is dood...!                                            | 7"-single          | PHILIPS            | 6012 056        |                                                              |
| 1971 | Wie wijst Gerard Cox de weg...?                                                                                 | 12"-lp             | DECCA              | 6376 002        |                                                              |
| 1971 | Niet in de auto / De baardmijt                                                                                  | 7"-single          | DECCA              | 6100 031        |                                                              |
| 1971 | Wie wijst mij de weg in Hilversum? / Meisjes                                                                    | 7"-single          | DECCA              | 6100 051        |                                                              |
| 1971 | Dat is geen liefde meer / Tante Kee van de B.B....!!                                                            | 7"-carnavalssingle | CBS                | 7697            |                                                              |
| 1972 | De grootste successen van Gerard Cox                                                                            | 12"-lp             | CNR                | 241 383         | verzamelalbum                                                |
| 1972 | 1948 (Toen was geluk heel gewoon)/ Wat jammer toch dat alles altijd overgaat                                    | 7"-single          | CBS                | 8452            | Alone Again (Naturally) van Gilbert O'Sullivan               |
| 1972 | Vrijblijvend...                                                                                                 | 12"-lp             | CBS                | S 65235         |                                                              |
| 1973 | 't Is weer voorbij die mooie zomer/ Zullen we ritselen?                                                         | 7"-single          | CBS                | 1784            | City of New Orleans                                          |
| 1973 | Morgen wordt het beter / Onze Linda                                                                             | 7"-single          | CBS                | 1341            | New world in the morning / Permissive Twit                   |
| 1973 | De beste van Gerard Cox                                                                                         | 12"-lp             | CBS                | S 53029         | verzamelalbum                                                |
| 1974 | Die goeie ouwe tijd / Echt waar...                                                                              | 7"-single          | CBS                | 2354            | Darauf ein Glas / A la santé d'hier                          |
| 1974 | Die goeie ouwe tijd: Alles van Gerard Cox                                                                       | 12"-lp             | CBS                | S 80462         | verzamelalbum                                                |
| 1975 | 't Voordeel van de twijfel                                                                                      | 12"-lp             | CBS                | S 65981         |                                                              |
| 1975 | Een mooi verhaal / Wie Wil?                                                                                     | 7"-single          | CBS                | 3827            | Une belle histoire/We will                                   |
| 1976 | Je moet je verdriet verbijten                                                                                   | 12"-lp             | CBS                | S 81629         |                                                              |
| 1976 | Je moet je verdriet verbijten / Fantasieën van een vader                                                        | 7"-single          | CBS                | 4549            | Ça va pas changer le monde/Les mesonges d'un père à son fils |
| 1977 | 't Leipenbal / De grote schoonmaak                                                                              | 7"-single          | CBS                | 4999            | Freakin' at the freakers ball                                |
| 1978 | Chrisje / Zo'n regel                                                                                            | 7"-single          | ARIOLA             | 15 504 AT       |                                                              |
| 1978 | Pijn is 'n souvenir / Later                                                                                     | 7"-single          | ARIOLA             | 15 742 AT       |                                                              |
| 1978 | Zo zijn we niet getrouwd                                                                                        | 12"-lp             | ARIOLA             | 25 889 XOT      |                                                              |
| 1978 | Ik hoop dat 't nooit ochtend wordt / Weinig tot niets                                                           | 7"-single          | ARIOLA             | 100 064         |                                                              |
| 1978 | Ik hoop dat 't nooit ochtend wordt                                                                              | 12"-lp             | ARIOLA             | 200 241         |                                                              |
| 1979 | Ik sta zo weer klaar met m'n bagage / Kinderen!                                                                 | 7"-single          | ARIOLA             | 101 064         | Que Sont Devenues Mes Amours?                                |
| 1986 | Neem de metro, mama! / Ben je in Rotterdam geboren                                                              | 7"-single          | START              | 083/048         |                                                              |
| 1986 | Die laaielichter / Toch hou ik van je, Rotterdam                                                                | 7"-single          | EMI                | 1C 006 127392 7 | Snowbird                                                     |
| 1987 | Aangenaam | cd                 | EMI                | 746 723 2       |                                                              |
| 1987 | Effe eentje tussendoor/De Hoekse Waard                                                                          | 7"-single          | EMI                | 1C 006 127415 7 | Anna lassmichrein lassmichraus                               |
| 1987 | Zo'n lekkere strakke blonde meid op 'n racefiets/Hoe lang nog, liefje?                                          | 7"-single          | EMI                | 1C 006 127429 7 |                                                              |
| 1988 | 't Is weer voorbij die mooie zomer                                                                              | cd                 | CBS                | 462 647 2       |                                                              |
| 1988 | 'n Lekker Hollands liedje / Liedje van de liefde                                                                | 7"-single          | EMI                | 1C 006 127464 7 |                                                              |
| 1988 | Bram Vingerling / Als ik later doodga                                                                           | 7"-single          | EMI                | 1C 006 127500 7 | Fingertips                                                   |
| 1988 | Balans | cd                 | EMI                | 791 201 2       |                                                              |
| 1989 | Op 'n hoge zwarte fiets / Jij kan ongelofelijk liegen                                                           | 7"-single          | EMI                | 1C 006 127481 7 |                                                              |
| 1990 | Fijn d'r vandoor in m'n automobiel / Verkeer(d)                                                                 | 7"-single          | EMI                | 1C 006 127527 7 |                                                              |
| 1993 | Leuk voor later                                                                                                 | cd                 | EMI                | 789 018 2       |                                                              |
| 1993 | Met z'n tweeën (met Robert Long) ~ Want het is niet goed                                                        | cd-single          | EMI                | 872 018 2       |                                                              |
| 1995 | Greetje met de mandolien (Live) ~ Relativeren                                                                   | cd-single          | EMI                | 720 692 2       |                                                              |
| 1995 | Uit liefde en respect... voor zoveel moois                                                                      | cd-single          | EMI                | 832 481 2       |                                                              |
| 1998 | Het Beste Van Gerard Cox                                                                                        | cd                 | SONY MUSIC MEDIA   | 493 145 2       |                                                              |
| 1998 | Andere noten | cd + cd-single     | ABCD               | ABCD 30148 2    |                                                              |
| 1998 | Nooit meer verkering ~ Ik wil van je af                                                                         | cd-single          | ABCD               | ABCD 30176 3    | La mucura                                                    |
| 1999 | Ik wil vanavond met je vrijen ~ Luduvudu                                                                        | cd-single          | ABCD               | ABCD 30188 3    |                                                              |
| 2000 | Toen kwam jij ~ Kermis                                                                                          | cd-single          | ABCD               | ABCD 30277 3    |                                                              |
| 2001 | Wat je zingt, dat ben je zelf                                                                                   | cd-single          | NIKKELEN NELIS     | NN 500 203 2    | met Erik van der Wurff                                       |
| 2001 | Dubbel goud | 2 cd's             | DISKY              | HHR 649 412     |                                                              |
| 2003 | Hollands Glorie                                                                                                 | cd                 | CNR MUSIC          |                 | opnamen uit CNR-tijd                                         |

### Album-hitnoteringen
| Album met eventuele hitnotering(en) in de Nederlandse Album Top 100 | Datum van verschijnen | Datum van binnenkomst | Hoogste positie | Aantal weken | Opmerkingen                            |
| ------------------------------------------------------------------- | --------------------- | --------------------- | --------------- | ------------ | -------------------------------------- |
| Met blijdschap geven wij kennis                                     |                       | 6-12-1969             | 4               | 10           | met Adèle Bloemendaal en Frans Halsema |
| Het beste van                                                       |                       | 27-10-1973            | 2               | 17           |                                        |
| Wat je zegt ben je zelf                                             |                       | 28-9-1974             | 12              | 16           | met Frans Halsema                      |
| Wat je zegt ben je zelf                                             |                       | 10-1-1976             | 17              | 6            | met Frans Halsema                      |
| Aangenaam                                                           |                       | 21-3-1987             | 30              | 9            |                                        |
| Leuk voor later                                                     |                       | 1-5-1993              | 66              | 5            |                                        |
| Andere noten                                                        |                       | 21-11-1998            | 50              | 8            |                                        |
| Frans Halsema en Gerard Cox voor altijd                             | 2003                  |                       |                 |              |                                        |

### Single-hitnoteringen
| Single met eventuele hitnotering(en) in de Nederlandse Top 40 | Datum van verschijnen | Datum van binnenkomst | Hoogste positie | Aantal weken | Opmerkingen               |
| ------------------------------------------------------------- | --------------------- | --------------------- | --------------- | ------------ | ------------------------- |
| Een broekje in de branding                                    |                       | 1-11-1969             | tip             |              |                           |
| 1948 (Toen was geluk heel gewoon)                             |                       | 4-11-1972             | 21              | 6            |                           |
| 't Is weer voorbij die mooie zomer                            |                       | 13-10-1973            | 1(5wk)          | 18           | #1 in de Daverende Dertig |
| Die goeie ouwe tijd                                           |                       | 22-6-1974             | 6               | 10           |                           |
| Een mooi verhaal (Une belle histoire van Fugain)              |                       | 29-11-1975            | tip             |              |                           |
| Chrisje                                                       |                       | 15-4-1978             | tip             |              |                           |
| Ik hoop dat 't nooit ochtend wordt                            |                       | 11-11-1978            | tip             |              |                           |
| Die laaielichter                                              |                       | 10-1-1987             | 21              | 5            |                           |
| Effe eentje tussendoor...                                     |                       | 4-4-1987              | tip             |              |                           |
| 'n Lekker Hollands liedje                                     |                       | 1-10-1988             | tip             |              |                           |
| Nooit meer verkering                                          |                       | 14-11-1998            | 76              | 5            | Single Top 100            |

### NPO Radio 2 Top 2000
| Nummers met noteringen in de NPO Radio 2 Top 2000 | '99  | '00  | '01 | '02  | '03  | '04  | '05  | '06  | '07  | '08  | '09  | '10  | '11 | '12 |
| ------------------------------------------------- | ---- | ---- | --- | ---- | ---- | ---- | ---- | ---- | ---- | ---- | ---- | ---- | --- | --- |
| 1948 (Toen was geluk heel gewoon)                 | -    | -    | -   | -    | 1721 | 1934 | -    | -    | -    | -    | -    | -    | -   | -   |
| 't Is weer voorbij die mooie zomer                | 1094 | 1148 | -   | 1610 | 1283 | 1479 | 1425 | 1263 | 1570 | 1418 | 1642 | 1734 | -   | 813 |

1. ↑  Een '-' betekent dat het nummer niet was genoteerd en een vetgedrukt getal geeft de hoogste notering van een nummer aan.
2. ↑  Deze tabel is bijgewerkt tot en met de meest recente editie (2024).